# Monocelis nitida
Monocelis nitida är en plattmaskart som beskrevs av Riedl 1959. Monocelis nitida ingår i släktet Monocelis och familjen Monocelididae. Inga underarter finns listade i Catalogue of Life.